# Bledius nitidiceps
Bledius nitidiceps är en skalbaggsart som beskrevs av Leconte 1877. Bledius nitidiceps ingår i släktet Bledius och familjen kortvingar. Inga underarter finns listade i Catalogue of Life.